# Echiodon exsilium
Echiodon exsilium is een  straalvinnige vissensoort uit de familie van parelvissen (Carapidae). De wetenschappelijke naam van de soort is voor het eerst geldig gepubliceerd in 1961 door Rosenblatt.
De soort staat op de Rode Lijst van de IUCN als niet bedreigd, beoordelingsjaar 2007.